# Zespół Wojewódzkich Przychodni Specjalistycznych w Katowicach
Zespół Wojewódzkich Przychodni Specjalistycznych w Katowicach (skrót ZWPS) – przychodnia wielospecjalistyczna z poradniami dla dzieci i dorosłych, poradniami psychiatrycznymi, stomatologicznymi, rehabilitacyjnymi, własnym laboratorium oraz pracownią patomorfologii. Główna działalność opiera się na kontrakcie z NFZ. Siedziba ZWPS znajduje się przy ulicy Powstańców 31 w Katowicach.

## Siedziba
Położony przy ulicy Powstańców 31 w Śródmieściu Katowic budynek wzniesiony jest w stylu neobarokowo-modernistycznym z elementami art déco. Wpisany został do gminnej ewidencji zabytków miasta Katowice.
Budynek obecnego ZWPS przed przeznaczeniem go na obecne cele mieścił w przeszłości w swoich murach: w latach 1924–1939 firmę Robur (wybudowała na terenie własnej działki budynek, który miał być pierwotnie zapleczem biurowym firmy; pozwolenie na budowę uzyskano 1 października 1924 roku), w latach 1939–1945 siedzibę Gestapo (w nim działał także sąd doraźny Gestapo w Katowicach, a w latach 1945–1954 Wojewódzki Urząd Bezpieczeństwa Publicznego. W 1954 roku budynek przeznaczono na cele medyczne.

## Historia
Zespół Wojewódzkich Przychodni Specjalistycznych w Katowicach został powołany do życia 1 stycznia 1985 roku poprzez zniesienie Wojewódzkiego Szpitala Zespolonego. Od powołania ZWPS składał się z następujących przychodni wojewódzkich:
- Przychodnia zdrowia psychicznego,
- Przychodnia skórno-wenerologiczna,
- Przychodnia stomatologiczna,
- Przychodnia rehabilitacyjna,
- Przychodnia sportowo-lekarska,
- Przychodnia reumatologiczna.

W latach 1985–1994 w ZWPS funkcjonowało: 11 przychodni specjalistycznych, 38 poradni specjalistycznych, 6 ośrodków i 4 pracownie. W 1995 roku rozpoczęto reorganizację, która doprowadziła do ograniczenia niektórych działalności. W 1998 roku ZWPS zaczął funkcjonować jako samodzielny publiczny zakład opieki zdrowotnej. 1 marca 2010 roku zespół połączono z Wojewódzkim Zespołem Ochrony Zdrowia Matki, Dziecka i Młodzieży w Katowicach, a 1 lipca tego samego roku z Wojewódzką Specjalistyczną Przychodnią Stomatologiczną.

## Działalność
W strukturze Zespołu Wojewódzkich Przychodni Specjalistycznych w Katowicach działają poradnie w trzech lokalizacjach w Katowicach i Zabrzu. Przy ulicy Powstańców 31 działają następujące poradnie (w tym część dla dzieci): alergologiczna, chorób naczyń, chirurgii urazowo-ortopedycznej, chorób metabolicznych, dermatologiczna, endokrynologiczna, foniatryczna, gastroenterologiczna, gastrologiczna, ginekologii, hematologiczna, hepatologiczna, kardiologiczna, leczenia bólu, leczenia niepłodności i planowania rodziny, medycyny sportowej, nefrologiczna, neurologiczna, okulistyczna, otolaryngologiczna, rehabilitacyjna, reumatologiczna oraz stomatologii. Przy ulicy J. Lompy 16 w Katowicach prowadzone są następujące poradnie: alergologiczna, chorób płuc i gruźlicy, domowego leczenia tlenem, skórno-wenerologiczna, terapii uzależnienia od substancji psychoaktywnych oraz zdrowia psychicznego. Przy ulicy M. Skłodowskiej-Curie 10 w Zabrzu działa poradnia alergologiczna i poradnia dla chorych na cukrzycę.
Zespół Wojewódzkich Przychodni Specjalistycznych w Katowicach posiada swoje laboratorium, które znajduje się przy ulicy J. Lompy 16. Świadczy ono usługi dla publicznych i niepublicznych placówek opieki zdrowotnej oraz dla indywidualnych osób.
Organem właścicielskim Zespołu Wojewódzkich Przychodni Specjalistycznych w Katowicach jest marszałek województwa śląskiego.